# 플람스 연합
플람스 연합(네덜란드어: Vlaams Blok)은 벨기에의 정당이다.

## 역사
당시 네덜란드어권 지역인 플란데런의 지역주의 정당인 인민동맹에서 분리 되면서 1979년에 설립했다. 당시 이민 문제를 강조하고 배타적인 주장을 하는데 전략을 세웠다. 1988년 안트베르펜에서 시의회 의원 선거 이후 세력을 넓히기 시작했다. 1991년 선거에서 상원은 5석, 하원은 12석을 획득했다. 2004년에 벨기에 대법원에서 인종 차별 판결을 받으면서 정당 보조금 지원이 중단되었다. 이에 반발한 기존 의원이 플람스의 이익으로 재창당했다.